# Why Did I Get Married?
Why Did I Get Married? är en amerikansk romantisk dramakomedi från 2007. För manus och regi stod Tyler Perry. I filmen tillbringar åtta gifta collegevänner årligen en vecka i bergen tillsammans. Det sista året blir emellertid omtumlande då en otrohetsaffär uppdagas och alla börjar fråga sig vad de egentligen vill ha ut av sina äktenskap. 

## Om filmen
Filmen är inspelad på Agnes Scott College i Decatur och i Atlanta i Georgia samt i Vancouver och i Whistler i British Columbia. Den hade världspremiär i USA den 12 oktober 2007.

## Skådespelare
- Tyler Perry som Terry Brock
- Janet Jackson som Patricia Agnew
- Jill Scott som Sheila
- Malik Yoba som Gavin Agnew
- Sharon Leal som Dianne Brock
- Tasha Smith som Angela
- Michael Jai White som Marcus
- Richard T. Jones som Mike
- Lamman Rucker som Troy
- Denise Boutte som Trina
- Keesha Sharp som Pam

## Musik i filmen
1. Keith Sweat feat. Keyshia Cole - "Love U Better"
2. Babyface - "Sorry for the Stupid Things"
3. Anita Baker - "You Belong To Me"
4. Kelly Price - "Why"
5. Gerald Levert feat. Jaheim - "DJ Don't Remix"
6. Musiq Soulchild - "Betterman"
7. Tyrese - "One"
8. Hope - "Who Am I To Say"
9. Beyoncé - "Flaws And All"
10. Laura Izibor - "Mmm..."
11. Amel Larrieux - "No One Else"
12. Tamika Scott - "Why Did I Get Married"
13. Michael Bublé - "L-O-V-E"
14. Jennifer Holliday - "Givin' Up"

## Priser och nomineringar
- - Outstanding Motion Picture (nominerad)
  - Outstanding Actress in a Motion Picture: Jill Scott (nominerad)
  - Outstanding Supporting Actor in a Motion Picture: Tyler Perry (nominerad)
  - Outstanding Supporting Actress in a Motion Picture: Janet Jackson (vinnare)

## Externa sidor
- Official site
- Why Did I Get Married? på Internet Movie Database (engelska)
- Why did i get married 2, Tasha Smith